# B2evolution
A b2evolution egy nyílt forráskódú, PHP-ben írt és MySQL adatbázist használó blog-rendszer. A b2-ből került elágaztatásra, akárcsak a WordPress. François Planque kezdte el az írását a b2 0.6.1-es verziójának felhasználásával 2003-ban, miután megunta az általa nagyon kedvelt b2 fejlesztésének szünetelését.
A b2evolution képes több blog kezelésére is, melyek akár külön domain-eken is elhelyezkedhetnek. Egy blog cikkei kategóriákba, azok pedig alkategóriákba szervezhetőek, s egy cikk több kategóriába, sőt, akár több blogba is tartozhat. Érdekessége a programnak a beépített XHTML szintaxis ellenőrzés.

## Lásd még
- WordPress

## Külső hivatkozások
- Hivatalos oldal